# Calvert City
Calvert City is een plaats (city) in de Amerikaanse staat Kentucky, en valt bestuurlijk gezien onder Marshall County.

## Demografie
Bij de volkstelling in 2000 werd het aantal inwoners vastgesteld op 2701.
In 2006 is het aantal inwoners door het United States Census Bureau geschat op 2774, een stijging van 73 (2,7%).

## Geografie
Volgens het United States Census Bureau beslaat de plaats een oppervlakte van
36,1 km², waarvan 36,0 km² land en 0,1 km² water. Calvert City ligt op ongeveer 107 m boven zeeniveau.

## Plaatsen in de nabije omgeving
De onderstaande figuur toont nabijgelegen plaatsen in een straal van 20 km rond Calvert City.